# Dreptul de veto al Consiliului de Securitate al Națiunilor Unite

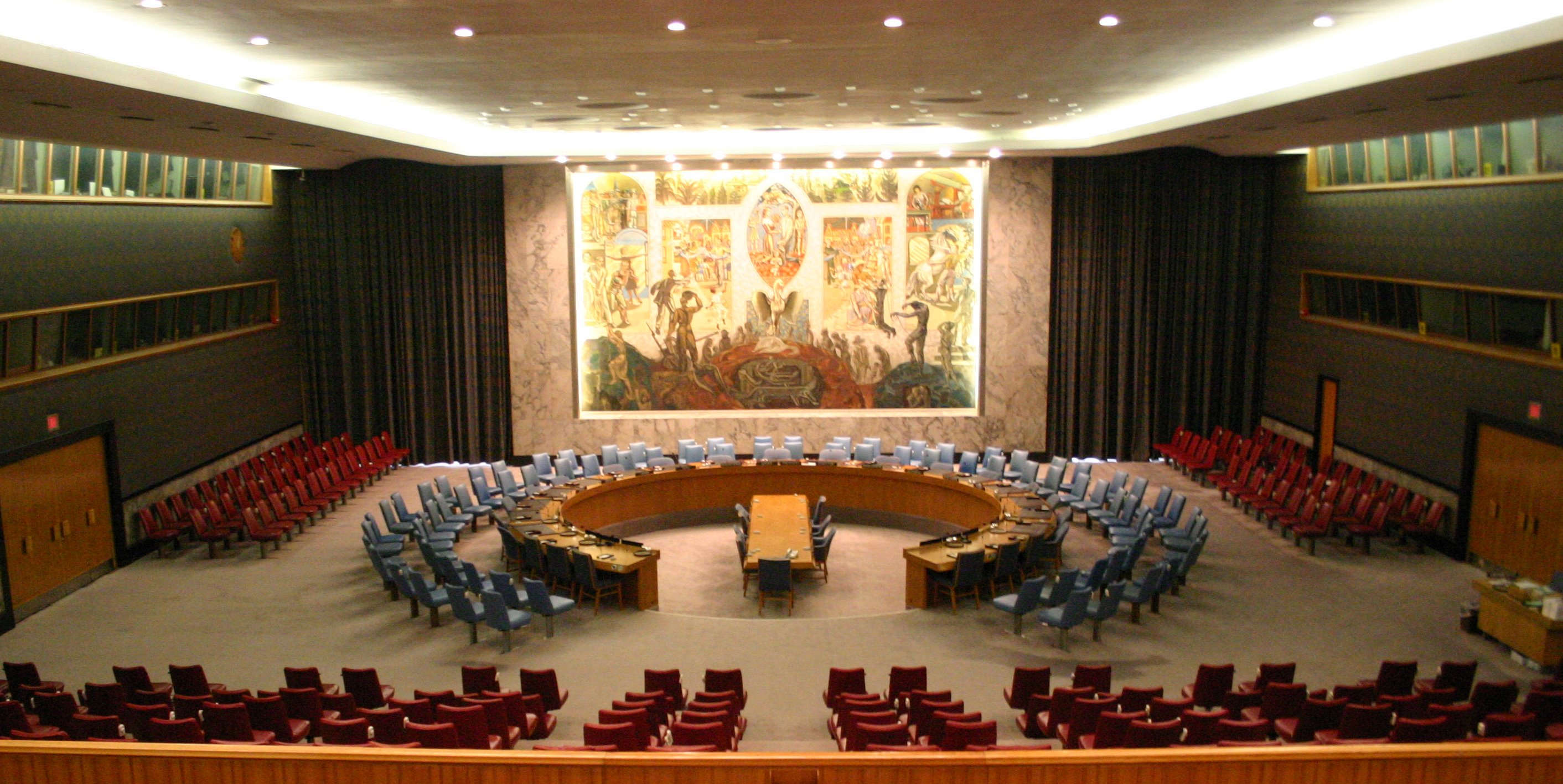
Camera Consiliului de Securitate al Națiunilor Unite

Puterea de veto a Consiliului de Securitate al Națiunilor Unite este puterea celor cinci membri permanenți ai Consiliului de Securitate al ONU, (Republica Populară Chineză, Franța, Rusia, Regatul Unit și Statele Unite) de a veto orice altă decizie decât o decizie „procedurală”.
Abținerea sau absența unui membru permanent nu se consideră drept de veto. O decizie „procedurală” (cum ar fi modificarea ordinii de zi a ședinței sau invitarea unui non-membru să participe la o reuniune a UNSC) nu poate fi de asemenea refuzată.
Puterea de veto este controversată. Susținătorii susțin că Națiunile Unite s-ar distruge dacă ar încerca să impună acțiuni obligatorii împotriva unui membru permanent, și că dreptul de veto este o protecție esențială împotriva dominației Statelor Unite. Rusia și Republica Populară Chineză consideră dreptul de veto ca un promotor al stabilității internaționale și un control împotriva intervențiilor militare. Criticii spun că vetoul este cel mai nedemocratic element al ONU precum și principala cauză a inacțiunii asupra crimelor de război și crimelor împotriva umanității, deoarece împiedică efectiv acțiunea ONU împotriva membrilor permanenți și aliaților acestora.

## Carta ONU
Deși cuvântul „veto” nu este folosit în Carta Organizației Națiunilor Unite, dreptul de veto își are originea în articolul 27 din Cartă, care prevede:
- Fiecare membru al Consiliului de Securitate are un vot.
- Deciziile Consiliului de Securitate cu privire la chestiuni procedurale se iau cu votul afirmativ a nouă membri.[2]
- Deciziile Consiliului de Securitate cu privire la toate celelalte chestiuni se iau cu votul afirmativ a nouă membri, inclusiv voturile concurente ale membrilor permanenți; cu condiția ca, în deciziile prevăzute în capitolul VI și în temeiul paragrafului 3 al articolului 52, o parte la un diferend se abține de la vot.

Capitolul VI și Articolul 52 implică doar recomandări neobligatorii, oferind astfel membrilor permanenți un drept de veto absolut asupra tuturor sancțiunilor obligatorii ale ONU, operațiunilor de menținere a păcii ale ONU , admiterii de membri, expulzărilor de membri și selecțiilor Secretarului General.
Oricare dintre membrii permanenți poate contesta o rezoluție prin vot negativ. Cu toate acestea, abținerea unui membru permanent sau absența unui membru permanent nu se consideră drept de veto.
Carta cere, de asemenea, ca amendamentele să fie ratificate de toți membrii permanenți. În plus, ratificările nu pot fi abținute. Acest lucru oferă membrilor permanenți un drept de veto absolut și mai puternic asupra oricărei modificări a puterii de veto absolute.
Datorită faptului că toți membrii permanenți sunt considerați mari puteri , puterea de veto a fost numită și „vetoul marii puteri” sau „unanimitatea marii puteri”.

## Origini
Ideea unui veto asupra acțiunilor organizațiilor internaționale nu era nouă în 1945. În Liga Națiunilor, fiecare membru al Consiliului Ligii avea dreptul de veto asupra oricărei chestiuni non-procedurale. La înființarea Ligii erau 4 membri permanenți și 4 membri nepermanenți. Consiliul Ligii sa extins până în 1936 pentru a avea 4 membri permanenți și 11 membri nepermanenți, ceea ce însemna că existau 15 țări cu drept de veto. Existența unui număr atât de mare de drepturi de veto a făcut ca Ligii să fie foarte dificil să cadă de acord asupra multor probleme.
Vetoul a fost rezultatul unor discuții ample din timpul negocierilor pentru formarea Națiunilor Unite la Dumbarton Oaks (august-octombrie 1944) și Yalta (februarie 1945). La Dumbarton Oaks, delegația sovietică a susținut că fiecare națiune ar trebui să aibă un drept de veto absolut care ar putea împiedica chiar discutarea chestiunilor, în timp ce delegația britanică a susținut că națiunile nu ar trebui să poată pune veto la rezoluțiile asupra disputelor la care sunt parte. La Ialta, delegațiile americane, britanice și ruse au convenit ca fiecare dintre membrii permanenți să poată veto orice acțiune a consiliului, dar nu rezoluții procedurale, ceea ce înseamnă că membrii permanenți nu pot împiedica dezbaterea unei rezoluții. Această prevedere de veto a devenit cunoscută ca formula Yalta. Dovezile sunt că Statele Unite, Uniunea Sovietică, Regatul Unit și China au favorizat principiul unanimității, nu numai din dorința ca marile puteri să acționeze împreună, ci și pentru a-și proteja propriile drepturi suverane și interese naționale. Harry S. Truman, care a devenit președinte al Statelor Unite în aprilie 1945, a scris: „Toți experții noștri, civili și militari, au fost în favoarea acesteia și, fără un astfel de veto, niciun aranjament nu ar fi trecut de Senat”.
Întrucât limitele precise ale dreptului de veto au fost considerate ambigue, subcomitetul pentru formula de vot a prezentat un chestionar oficial membrilor sponsori (SUA, Marea Britanie, URSS și China) care conține 22 de întrebări despre modul în care au interpretat puterea de veto. Ei au răspuns cu o declarație în 10 cuvinte (Declarația delegațiilor celor patru guverne sponsorizate privind procedura de vot în Consiliul de Securitate), numită și Declarația de la San Francisco, la care Franța s-a alăturat mai târziu. Declarația spune că un drept de veto nu poate fi folosit pentru a împiedica deloc Consiliul să analizeze un subiect, dar a interpretat aplicabilitatea acestuia în sens larg, inclusiv că dreptul de veto ar putea fi exercitat în întrebarea dacă o problemă este procedurală sau non-procedurală. Acest lucru a fost numit un dublu veto, deoarece implică inițierea unui vot pentru a stabili dacă o problemă este procedurală, utilizarea unui veto pentru a forța să fie numită non-procedurală și apoi utilizarea unui al doilea veto asupra chestiunii în sine. Deoarece celelalte țări nu au fost de acord cu această interpretare, aceasta nu a fost adoptată în Cartă și nu este clar dacă Declarația de la San Francisco este obligatorie în mod oficial. Admisibilitatea unui dublu veto nu a fost niciodată rezolvată, dar membrii permanenți au ajuns ulterior la un acord informal pentru a evita utilizarea acestuia și nu a mai fost folosit din 1959.

## Ocolișuri
Vetoul se aplică numai voturilor care vin înaintea Consiliului de Securitate al Națiunilor Unite, astfel încât Adunarea Generală a Națiunilor Unite nu este afectată.
Conform articolului 27(3), atât membrii aleși, cât și cei permanenți trebuie să se abțină de la anumite voturi în privința problemelor în care se află printre părțile interesate. Limbajul specific a fost un compromis între ideea că nu ar trebui să fie capabil să judece propriile acțiuni și principiul că Consiliul de Securitate nu ar trebui să acționeze împotriva membrilor săi permanenți. Cu toate acestea, nu există linii directoare clare despre cum să se stabilească când cerințele sunt îndeplinite, iar aplicarea acesteia a fost inconsecventă.
În 1950, Adunarea Generală a adoptat rezoluția „ Unirea pentru Pace ”, care a fost susținută de Statele Unite ca o garanție împotriva potențialelor drepturi de veto ale URSS. S-a susținut că odată cu adoptarea acestei rezoluții și având în vedere interpretările puterilor Adunării care au devenit drept rezultat drept internațional cutumiar, problema „puterii de veto” a Consiliului de Securitate ar putea fi depășită. Prin adoptarea A/RES/377 A, la 3 noiembrie 1950, peste două treimi din statele membre ONU au declarat că, conform Cartei ONU, membrii permanenți nu pot și nu trebuie să împiedice Adunarea Generală să întreprindă toate măsurile necesare pentru restabilirea păcii și securității internaționale în cazurile în care Consiliul de Securitate nu și-a exercitat responsabilitatea principală pentru menținerea păcii. O astfel de interpretare consideră că Adunarea Generală i se atribuie „responsabilitate finală” – mai degrabă decât „responsabilitate secundară” – pentru chestiuni de pace și securitate internațională, de către Carta ONU. Diverse rapoarte oficiale și semi-oficiale ale ONU fac referire explicită la rezoluția Unirea pentru Pace ca oferind un mecanism pentru ca Adunarea Generală să anuleze orice veto al Consiliului de Securitate, făcându-le astfel puțin mai mult decât întârzieri în acțiunea ONU, în cazul în care două treimi din Adunarea ar fi de acord cu această acțiune. În 1956, rezoluția a fost folosită pentru a ajuta la rezolvarea crizei de la Suez. Când este invocată, se creează o sesiune specială de urgență a Adunării Generale. Din 2022, procedura a fost invocată de 11 ori.
Există o serie de reforme posibile ale Consiliului de Securitate care ar putea afecta dreptul de veto. Propunerile includ: limitarea utilizării dreptului de veto la probleme vitale de securitate națională; solicitarea acordului mai multor state înainte de a exercita dreptul de veto; abolirea integrală a dreptului de veto; și lansarea tranziției stipulate în articolul 106 din Cartă, care impune ca principiul consensului să rămână în vigoare.

## Controverse
Datorită faptului că toți membrii permanenți sunt, de asemenea, state recunoscute cu arme nucleare în condițiile Tratatului de neproliferare a armelor nucleare, dreptul de veto are și ca efect blocarea acțiunii Consiliului de Securitate împotriva statelor recunoscute cu arme nucleare.
Puterea de veto a fost criticată pentru natura sa controversată. O singură țară poate împiedica o majoritate a Consiliului de Securitate să ia orice măsură. De exemplu, Statele Unite acordă în mod obișnuit drepturi de veto singure rezoluțiilor care critică Israelul. Membrii permanenți se opun și rezoluțiilor care își critică propriile acțiuni. În 2014, Rusia a respins o rezoluție prin care condamna anexarea Crimeei. Amnesty International a susținut că cei cinci membri permanenți și-au folosit dreptul de veto pentru a „promova interesul propriu politic sau interesul geopolitic mai presus de interesul de a proteja civilii”.
Unii critici văd puterea de veto exclusivă pentru cei cinci permanenți ca fiind anacronică, nedreptă sau contraproductivă. Peter Nadin scrie că „Veto-ul este un anacronism... În secolul XXI, veto-ul a ajuns să fie văzut aproape universal ca o putere disproporționată și un impediment în calea acțiunii internaționale credibile la crize”. „Influența enormă a puterii de veto” a fost citată ca o cauză a ineficienței ONU în prevenirea și răspunsul la genocid, violență și încălcări ale drepturilor omului. Diverse țări din afara membrilor permanenți, cum ar fi Mișcarea Nealiniată și Uniunea Africană, au propus limitări ale dreptului de veto. Reforma dreptului de veto este adesea inclusă în propunerile de reformare a Consiliului de Securitate.

### Sprijin
Susținătorii consideră dreptul de veto ca pe o garanție importantă în relațiile internaționale. Thomas G. Weiss și Giovanna Kuele au numit-o „o variație a Jurământului Hipocratic : deciziile ONU nu ar trebui să facă rău”. Președintele rus Vladimir Putin a lăudat „înțelepciunea profundă” a fondatorilor Națiunilor Unite, referindu-se la puterea de veto ca la baza stabilității internaționale. Ministrul chinez de externe Wang Yi a lăudat „rolul său important în controlul instinctului de război”.